# Charles Barkley
Charles Wade Barkley (Leeds, 20 de fevereiro de 1962) é um ex-jogador de basquete profissional que atualmente é analista do programa Inside the NBA da TNT. Apelidado de Chuck, Sir Charles, Street Beef e The Round Mound of Rebound, Barkley se estabeleceu como um dos maiores Ala-pivô na história da National Basketball Association (NBA).
Em 1993, ele foi eleito o MVP da NBA e durante o 50º aniversário da NBA, foi eleito um dos 50 Maiores Jogadores na história da NBA. Ele competiu nos Jogos Olímpicos de 1992 e 1996 e ganhou duas medalhas de ouro como membro do "Dream Team" dos Estados Unidos. Barkley é duas vezes eleito para o Basketball Hall of Fame, sendo nomeado em 2006 por sua carreira individual e em 2010 como um membro do "Dream Team".
Em 2000, ele se aposentou como o quarto jogador na história da NBA a alcançar 20 000 pontos, 10 000 rebotes e 4 000 assistências.
Desde que se aposentou como jogador, ele teve uma carreira de sucesso como analista da NBA. Ele trabalha na Turner Network Television (TNT) ao lado de Shaquille O'Neal, Kenny Smith e Ernie Johnson. Além disso, Barkley escreveu vários livros e demonstrou interesse pela política. Em outubro de 2008, ele anunciou que concorreria ao cargo de governador do Alabama em 2014, mas mudou de ideia em 2010.

## Primeiros anos
Barkley nasceu e cresceu em Leeds, Alabama e frequentou a Leeds High School.
Em seu terceiro ano, Barkley tinha 1,78 m e pesava 100 kg mas durante o verão ele cresceu 15 cm e ganhou o posto de titular da equipe. Em seu último ano, ele teve médias de 19,1 pontos e 17,9 rebotes por jogo e levou sua equipe a um recorde de 26-3, chegando as semifinais do estado.
Apesar de sua melhora, Barkley não atraiu atenção dos olheiros das faculdades até as semifinais do campeonato, onde ele marcou 26 pontos. Um assistente da Universidade de Auburn, Sonny Smith, estava no jogo e relatou ter visto "um gordo... que pode jogar como o vento". Barkley logo foi recrutado por Smith e se formou em administração de empresas enquanto estudava em Auburn.

## Carreira universitária
Barkley jogou basquete universitário em Auburn por três temporadas. Apesar de ter lutado para controlar seu peso, ele se destacou e liderou a SEC em rebotes em cada ano. Ele se tornou um jogador popular do público, empolgando os fãs com enterradas e arremessos bloqueados que desmentiam sua falta de altura e peso excessivo. Não era incomum ver Barkley ganhar um rebote defensivo e, em vez de passar, passar por toda a extensão da quadra e terminar no lado oposto com uma enterrada com as duas mãos. Com o seu tamanho físico e suas habilidades, ele ganhou o apelido de "The Round Mound of Rebound (O Redondo do Rebote)".
Durante sua carreira na faculdade, Barkley jogou como Pivô, apesar de ser pequeno para a posição. Ele recebeu inúmeros prêmios, incluindo o Jogador do Ano da Southeastern Conference (SEC) em 1984, três seleções All-SEC e uma seleção All-American de Segunda-Equipe. Mais tarde, Barkley foi nomeado o Melhor Jogador da SEC da década de 1980 pelo Birmingham Post-Herald.
Na carreira universitária de Barkley, ele alcançou a média de 14,8 pontos, 9,6 rebotes, 1,6 assistências e 1,7 bloqueios por jogo. Em 1984, ele liderou a equipe para o seu primeiro Torneio da NCAA na história.
Auburn aposentou a camisa número 34 de Barkley em 3 de março de 2001.
Em 2010, Barkley admitiu que ele pediu e recebeu dinheiro de agentes esportivos durante sua carreira em Auburn. Ele disse: "Por que um agente não pode me emprestar algum dinheiro e eu o pago quando me formar?" De acordo com Barkley, ele pagou todo o dinheiro emprestado depois de assinar seu primeiro contrato na NBA.

## Carreira na NBA

### Philadelphia 76ers
Barkley se tornou elegível para o Draft da NBA de 1984 e foi selecionado pelo Philadelphia 76ers com a quinta escolha geral. Ele se juntou a uma equipe veterana que incluia Julius Erving, Moses Malone e Maurice Cheeks, jogadores que levaram Philadelphia ao título da NBa de 1983. Sob a tutela de Malone, Barkley conseguiu controlar seu peso e aprendeu a se preparar e se condicionar adequadamente para um jogo. Em sua primeira temporada, ele teve uma média de 14,0 pontos e 8,6 rebotes por jogo durante a temporada regular e ganhou um lugar na Equipe de Novatos. Na pós-temporada, os Sixers avançaram para as finais da Conferência Leste, mas foram derrotados em cinco jogos pelo Boston Celtics. Como novato na pós-temporada, Barkley teve uma média de 14,9 pontos e 11,1 rebotes por jogo.
Durante seu segundo ano, Barkley melhorou seu jogo sob a tutela de Moses Malone e ele se tornou o líder da equipe em rebotes e o 2° maior cestinha, com médias de 20,0 pontos e 12,8 rebotes por jogo. Ele se tornou titular dos Sixers e ajudou a liderar sua equipe nos playoffs tendo médias de 25,0 pontos e 15,8 rebotes por jogo. Apesar de seus esforços, Philadelphia foi derrotada por 4-3 pelo Milwaukee Bucks nas semifinais da Conferência Leste. Ele foi nomeado para o Segunda-Equipe All-NBA.

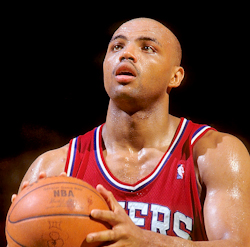
Barkley em 1991

Antes da temporada de 1986-87, Moses Malone foi negociado para o Washington Bullets e Barkley começou a se tornar o líder da equipe. Ele teve médias de 23,0 pontos e 14,6 rebotes por jogo, sendo eleito pela primeira vez para o NBA All-Star Game e para Segunda-Equipe All-NBA pela segunda temporada consecutiva. Nos playoffs, Barkley teve uma média de 24,6 pontos e 12,6 rebotes em um esforço perdedor, pelo segundo ano consecutivo, para os Bucks na primeira rodada.
Na temporada seguinte, Julius Erving anunciou sua aposentadoria e Barkley se tornou a estrela da franquia. Jogando em 80 jogos e recebendo 300 minutos a mais do que seus companheiros de equipe, Barkley teve sua temporada mais produtiva com médias de 28,3 pontos e 11,9 rebotes por jogo. Ele apareceu em seu segundo All-Star Game e foi nomeado para a Primeira-Equipe All-NBA, pela primeira vez em sua carreira. Seu status de celebridade levou a sua primeira aparição na capa da Sports Illustrated. No entanto, pela primeira vez desde a temporada de 1974-75,  os 76ers não conseguiram ir para os playoffs.
Na temporada de 1988-89, Barkley continuou a jogar bem e teve médias de 25,8 pontos e 12,5 rebotes por jogo. Ele ganhou sua terceira aparição no All-Star Game e foi nomeado para a Primeira-Equipe All-NBA pela segunda temporada consecutiva. Apesar de Barkley ter contribuído com 27,0 pontos, 11,7 rebotes e 5,3 assistências por jogo, os 76ers foram varridos na primeira rodada dos playoffs pelo New York Knicks.
Durante a temporada de 1989-90, apesar de receber mais votos para o primeiro lugar, Barkley terminou em segundo no Prêmio de MVP da NBA, perdendo para Magic Johnson do Los Angeles Lakers. Ele foi eleito Jogador do Ano pelo The Sporting News e pelo Basketball Weekly. Ele teve médias de 25,2 pontos e 11,5 rebotes por jogo e foi nomeado para a Primeira-Equipe All-NBA pelo terceiro ano consecutivo e ganhou sua quarta seleção para o All-Star Game. Ele ajudou a equipe a vencer 53 jogos na temporada regular, mas perdeu para o Chicago Bulls em uma série de cinco jogos da semifinal da Conferência Leste. Barkley teve uma média de 24,7 pontos e 15,5 rebotes em outra perda na pós-temporada.
Sua excepcional forma continuou em sua sétima temporada com ele tendo médias de 27,6 pontos e 10,1 rebotes por jogo. Sua quinta aparição no All-Star Game foi a melhor de todas, ele liderou a equipe para uma vitória por 116-114 registrando 17 pontos e 22 rebotes e ganhando o Prêmio de MVP do Jogo das Estrelas da NBA. No final da temporada, Barkley foi nomeado para a Primeira-Equipe All-NBA pelo quarto ano consecutivo. Na pós-temporada, Philadelphia perdeu novamente para o Chicago Bulls na semifinal da Conferência Leste com Barkley contribuindo com 24,9 pontos e 10,5 rebotes por partida.
A temporada de 1991-92 foi a última de Barkley nos 76ers. Em sua última temporada, ele usou o número 32 em homenagem a Magic Johnson, que havia anunciado que era soropositivo. Após o anúncio de Johnson, Barkley também pediu desculpas por ter feito pouco caso de sua condição. Respondendo a preocupações de que os jogadores podem contrair o HIV por contato com Johnson, Barkley afirmou: "Estamos apenas jogando basquete. Não é como se estivéssemos saindo para fazer sexo desprotegido com Magic".
Em sua temporada final, ele teve médias de 23,1 pontos e 11,1 rebotes por jogo ganhando sua sexta aparição no All-Star Game e sendo nomeado para a Segunda-Equipe All-NBA. No entanto, Barkley exigiu uma troca após os Sixers não terem conseguido ir para a pós-temporada com um recorde de 35-47. Barkley foi inicialmente negociado para o Los Angeles Lakers antes do final da temporada, mas os 76ers acabaram desfazendo o negócio algumas horas depois. Em 17 de julho de 1992, ele foi oficialmente negociado com o Phoenix Suns em troca de Jeff Hornacek, Tim Perry e Andrew Lang.
Ele terminou sua carreira nos 76ers em quarto lugar na história da equipe em total de pontos (14.184), terceiro na média de pontuação (23,3), terceiro em rebotes (7.079) e oitavo em assistências (2.276).
Durante as oito temporadas de Barkley na Philadelphia, ele se tornou um nome familiar e foi um dos poucos jogadores da NBA a ter uma figura publicada pela linha de brinquedos da Kenner, a Starting Lineup. Ele também tinha sua própria linha de calçados com a Nike. Seu jogo franco e agressivo, no entanto, resultou em alguns incidentes na quadra, notoriamente uma briga com Bill Laimbeer que resultou numa multa recorde de $ 162.500.

### Phoenix Suns
A chegada de Barkley em Phoenix na temporada de 1992-93 foi boa para ambos. Ele obteve médias de 25,6 pontos, 12,2 rebotes e 5,1 assistências por jogo, levando os Suns a um recorde de 62-20. Por seus esforços, Barkley ganhou o Prêmio de MVP da NBA e foi selecionado para jogar em seu sétimo All-Star Game seguido. Ele se tornou o terceiro jogador a ganhar o prêmio de MVP na temporada imediatamente depois de ser negociado e levou Phoenix à sua primeira aparição nas Finais da NBA desde 1976. Porém, Barkley novamente encontrou Michael Jordan e os Bulls e mais uma vez acabaram sendo derrotados. Ele teve uma média de 26,6 pontos e 13,6 rebotes por jogo durante toda a pós-temporada, incluindo 27,3 pontos, 13,0 rebotes e 5,5 assistências por jogo ao longo da série final.
Como resultado de severas dores nas costas, Barkley começou a especular que a temporada de 1993-94 seria sua última em Phoenix. Jogando com os piores problemas de lesão de sua carreira, Barkley conseguiu 21,6 pontos e 11,2 rebotes por jogo. Ele foi selecionado para o seu oitavo All-Star Game consecutivo, mas não jogou por causa de um tendão do quadríceps direito rasgado, e foi nomeado para a Segunda-Equipe All-NBA. Com as lesões de Barkley, os Suns ainda conseguiram um recorde de 56-26 e chegou às semifinais da Conferência Oeste. Apesar de ter uma vantagem de 2-0 na série, os Suns perdeu em sete jogos para o eventual campeão, Houston Rockets, que foi liderado por Hakeem Olajuwon.
Depois de contemplar a aposentadoria, Barkley retornou para sua décima primeira temporada e continuou a enfrentar lesões. Ele lutou durante a primeira metade da temporada, mas conseguiu melhorar gradualmente, ganhando sua nona participação consecutiva no All-Star Game. Ele obteve uma média de 23 pontos e 11.1 rebotes por jogo, enquanto liderou os Suns para um recorde de 59-23. Na pós-temporada, apesar de ter uma vantagem de 3-1 na série, os Suns mais uma vez perdeu para o defensor e eventual bicampeão, Houston Rockets, em sete jogos. Barkley teve uma média de 25,7 pontos e 13,4 rebotes por jogo na pós-temporada, mas não jogou no Jogo 7 das semifinais por uma lesão na perna.
A temporada de 1995-96 foi a última de Barkley com o Phoenix Suns. Ele liderou a equipe em pontuação, rebotes e roubos de bola, com médias de 23,3 pontos e 11,6 rebotes. Ele teve sua décima participação no All-Star Game. Ele também se tornou apenas o décimo jogador na história da NBA a alcançar 20 000 pontos e 10 000 rebotes em sua carreira. Na pós-temporada, Barkley teve médias de 25,5 pontos e 13,5 rebotes por jogo mas foi derrotado na primeira rodada para o San Antonio Spurs.
Depois que os Suns terminaram a temporada de 1996-97 com um recorde de 41-41 e uma derrota na primeira rodada nos playoffs, Barkley foi negociado para o Houston Rockets em troca de Sam Cassell, Robert Horry, Mark Bryant e Chucky Brown.

### Houston Rockets
A troca para o Houston Rockets na temporada de 1996-97 foi a última chance de Barkley conquistar o título da NBA. Ele se juntou a um time veterano que incluiu dois dos 50 grandes jogadores da história da NBA, Hakeem Olajuwon e Clyde Drexler. No começo da temporada, Barkley foi suspenso e multado em US$ 5 000 por uma briga com Charles Oakley durante um jogo de pré-temporada de 25 de outubro de 1996. Ele continuou a lutar contra lesões durante toda a temporada e jogou apenas 53 jogos, faltando catorze por causa de uma contusão na pélvis esquerda, onze por causa de uma entorse no tornozelo direito e quatro devido a suspensões. Ele se tornou o segundo melhor marcador da equipe com média de 19,2 pontos; a primeira vez desde seu ano de estreia que ele ficou abaixo de 20 pontos por jogo. Com Olajuwon fazendo a maioria dos arremessos, Barkley se concentrou principalmente nos rebotes tendo uma média de 13,5 por jogo, o segundo maior número de sua carreira. Os Rockets terminaram a temporada regular com um recorde de 57-25 e avançaram para as finais da Conferência Oeste, onde foram derrotados em seis jogos pelo Utah Jazz. Barkley teve uma média de 17,9 pontos e 12,0 rebotes por jogo em outra derrota na pós-temporada.
A temporada de 1997-98 foi outro ano atormentado para Barkley. Ele teve médias de 15,2 pontos e 11,7 rebotes por jogo. Os Rockets terminaram a temporada com um recorde de 41-41 e foram eliminados em cinco jogos pelo Utah Jazz na primeira rodada dos playoffs. Limitado por contusões, Barkley jogou quatro partidas na série e teve uma média de 9,0 pontos e 5,3 rebotes em 21,8 minutos por jogo.
Durante a temporada encurtada de 1998–99, Barkley jogou 42 jogos na temporada regular e conseguiu 16,1 pontos e 12,3 rebotes por jogo. Ele se tornou o segundo jogador na história da NBA, depois de Wilt Chamberlain, a acumular 23 000 pontos, 12 000 rebotes e 4 000 assistências em sua carreira. Os Rockets concluiu a temporada encurtada com um recorde de 31-19 e avançou para os playoffs. Em sua última aparição na pós-temporada, Barkley teve uma média de 23,5 pontos e 13,8 rebotes por partida em uma derrota na primeira rodada para o Los Angeles Lakers. Ele concluiu sua carreira na pós-temporada com médias de 23 pontos, 12,9 rebotes e 3,9 assistências por jogo em 123 jogos.
A temporada de 1999-2000 seria a última de Barkley na NBA. Ele teve uma média de 14,5 pontos e 10,5 rebotes por jogo. Junto com Shaquille O'Neal, Barkley foi expulso de um jogo de 10 de novembro de 1999 contra o Los Angeles Lakers. Depois que O'Neal bloqueou uma enterrada de Barkley, ele o empurrou e Barkley revidou jogando a bola em O'Neal.
A temporada e a carreira de Barkley aparentemente terminaram prematuramente aos 36 anos, após romper o tendão do quadríceps esquerdo em 8 de dezembro de 1999. Recusando-se a permitir que sua lesão fosse a última imagem de sua carreira, Barkley retornou após quatro meses para um jogo final. Em 19 de abril de 2000, em um jogo em casa contra o Vancouver Grizzlies, Barkley marcou uma cesta memorável depois de pegar um rebote ofensivo, uma marca durante sua carreira. Ele afirmou: "Eu não posso explicar o que esta noite significava. Eu fiz isso por mim. Eu ganhei e perdi muitos jogos, mas a última lembrança que eu tinha era sendo retirado da quadra. Foi importante psicologicamente sair da quadra por conta própria " Após a cesta, Barkley imediatamente se aposentou e concluiu sua carreira de dezesseis anos.

## Controvérsias

### Incidente da cusparada
Em 26 de março de 1991, durante um jogo em New Jersey, Barkley tentou cuspir em um fã que supostamente fazia insultos raciais, mas o resultado foi seu cuspe atingindo uma garotinha. Rod Thorn, presidente de operações da NBA na época, suspendeu Barkley por um jogo e multou-o em US$ 10 000 por cuspir e agredir verbalmente o torcedor.
Barkley acabou desenvolvendo uma amizade com a garota e sua família. Ele pediu desculpas e, entre outras coisas, forneceu ingressos para futuros jogos.
Após a aposentadoria, Barkley foi mais tarde citado, em relação à sua carreira: "Eu era bastante controverso, eu acho, mas lamento apenas uma coisa - o incidente da cusparada. Mas você sabe o quê? Isso me ensinou uma lição valiosa. Ensinou que eu estava ficando muito intenso durante o jogo, tive que me acalmar, queria ganhar a todo custo em vez de jogar o jogo da maneira certa. Eu só pensava em ganhar".

### Modelos
Ao longo de sua carreira, Barkley argumentou que os atletas não deveriam ser considerados modelos. Ele afirmou: "Um milhão de caras podem enterrar uma bola de basquete na cadeia, eles deveriam ser modelos?"

Em 1993, uma mensagem de Barkley provocou um grande debate público sobre a natureza dos modelos. Ele argumentou:
Eu acho que a mídia exige que os atletas sejam modelos porque há ciúmes envolvidos. É como se dissessem, este é um jovem negro jogando um jogo para ganhar a vida e ganhar todo esse dinheiro, então vamos tornar isso difícil para ele. E o que eles estão realmente fazendo é dizer às crianças que olhem para alguém que não podem se tornar, porque muitas pessoas não podem ser como nós somos. As crianças não podem ser como Michael Jordan.

## Olimpíadas
Barkley foi chamado por Bob Knight para integrar a equipe preliminar que iria participar dos Jogos Olímpicos de 1984. Ele acabou sendo cortado da equipe.
Barkley competiu nos Jogos Olímpicos de 1992 e 1996 e ganhou duas medalhas de ouro. As regras internacionais que antes impediam os jogadores da NBA de jogar nas Olimpíadas foram alteradas em 1992, permitindo que Barkley e outros jogadores da NBA competissem pela primeira vez nas Olimpíadas. O resultado foi o "Dream Team", que ganhou todos os jogos de qualificação e das Olimpiadas. A equipe teve em média um recorde olímpico de 117,3 pontos por jogo e venceu os jogos em uma média de 43,8 pontos. Barkley liderou a equipe com 18 pontos, 4,1 rebotes e 2,6 roubos de bola por jogo. Ele estabeleceu um recorde de pontuação em apenas um jogo nas Olimpíadas, com 30 pontos em uma vitória de 127-83 sobre o Brasil.
Nos Jogos Olímpicos de Atlanta de 1996, Barkley liderou a equipe em pontuação e rebotes com médias de 12,4 pontos e 6,6 rebotes por jogo. Sob a liderança de Barkley, a equipe mais uma vez compilou um registro perfeito de 8-0.

## Perfil
Barkley jogava como Ala-pivô, mas ocasionalmente jogava como Ala e Pivô. Ele era conhecido por seu corpo incomum como jogador de basquete, mais encorpado e menor do que a maioria dos jogadores que enfrentou. No entanto, Barkley ainda era capaz de superar os oponentes mais altos e mais rápidos por causa de sua combinação incomum de força e agilidade.
Barkley foi um dos jogadores mais versáteis da NBA e um artilheiro preciso capaz de marcar de qualquer lugar na quadra. Ele teve uma média de 22,1 pontos por jogo durante a temporada regular e 23,0 pontos por jogo nos playoffs. Ele foi um dos mais eficientes pontuadores de todos os tempos, marcando 54,13% dos arremessos na temporada regular e 51,34% dos arremessos nos playoffs.
Barkley é o menor jogador mais curto a liderar a liga em rebote, quando teve uma média de 14,6 rebotes durante a temporada de 1986-87. Sua forma tenaz e agressiva de jogar em uma estrutura reduzida que oscilou entre 129 kg e 114 kg ajudou a cimentar seu legado como um dos maiores reboteiros da história da NBA tendo médias de 11,7 rebotes por jogo na temporada regular e 12,9 rebotes por jogo nos playoffs, totalizando 12.546 rebotes para sua carreira temporada.
Em uma revista da SLAM que classifica os grandes nomes da NBA, Barkley foi classificado entre os 20 melhores jogadores de todos os tempos. Na revista, o membro do Hall da Fama da NBA, Bill Walton, comentou sobre a habilidade de Barkley. Walton afirmou: "Barkley é como Magic [Johnson] e Larry [Bird], pois eles não jogam em apenas uma posição. Ele joga em todas; ele joga basquete. Não há ninguém que faça o que Barkley faz. Ele é um reboteiro dominante, um jogador defensivo dominante, um atirador de três pontos, um driblador."

## Legado

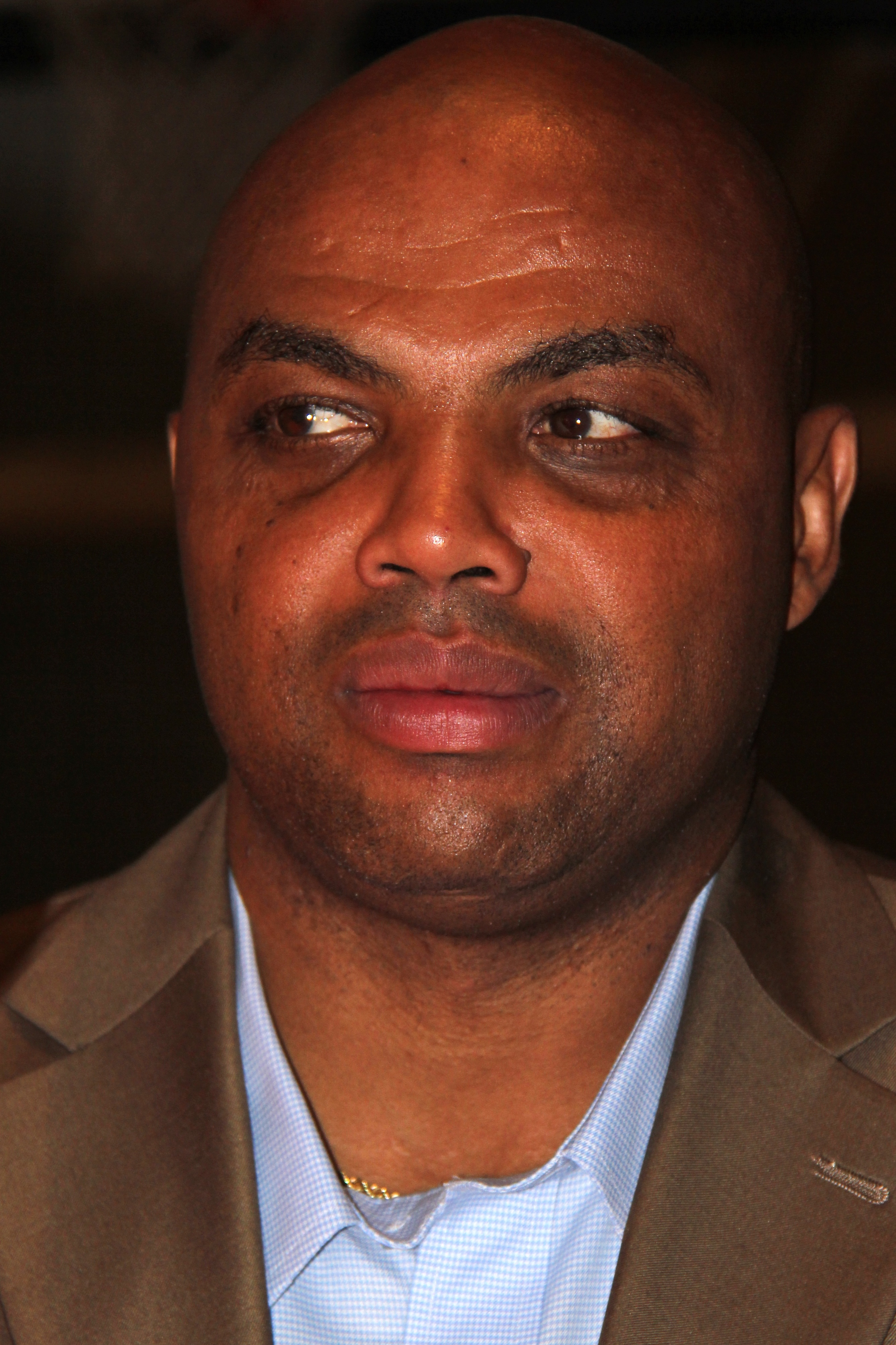
Barkley na introdução no Hall da Fama do Basquetebol em 2010.

Durante sua carreira de 16 anos na NBA, Barkley foi considerado como um dos jogadores mais controversos, sinceros e dominadores da história do basquete. Embora suas palavras muitas vezes levassem à polêmicas, de acordo com Barkley, sua boca nunca foi a causa porque sempre falava a verdade. Ele afirmou: "Eu não crio polêmicas. Elas estão lá muito antes de eu abrir minha boca. Eu apenas os chamo à sua atenção."
Além de suas brigas na quadra, ele também exibiu um comportamento de confronto fora dela. Ele foi preso por quebrar o nariz de um homem em uma briga depois de um jogo com o Milwaukee Bucks e também por atirar um homem através de uma janela de vidro após ser atingido por um copo de gelo. Barkley continua a ser popular entre os fãs e a mídia por causa de seu senso de humor e honestidade.
Ele empregou um estilo físico de jogo que lhe rendeu os apelidos "Sir Charles" e "O Monte Redondo do Rebote". Ele se aposentou como um dos únicos quatro jogadores na história da NBA a registrar pelo menos 20 000 pontos, 10 000 rebotes e 4 000 assistências em sua carreira.
Em reconhecimento a sua carreira universitária e às conquistas na NBA, a camisa número 34 de Barkley foi oficialmente aposentada pela Universidade de Auburn em 3 de março de 2001. No mesmo mês, o Philadelphia 76ers também aposentou oficialmente a camisa de Barkley. Em 20 de março de 2004, o Phoenix Suns homenageou Barkley aposentando sua camisa. Em reconhecimento de suas realizações como jogador, Barkley foi introduzido no Basketball Hall of Fame em 2006.

## Pós-Carreira

### Analista

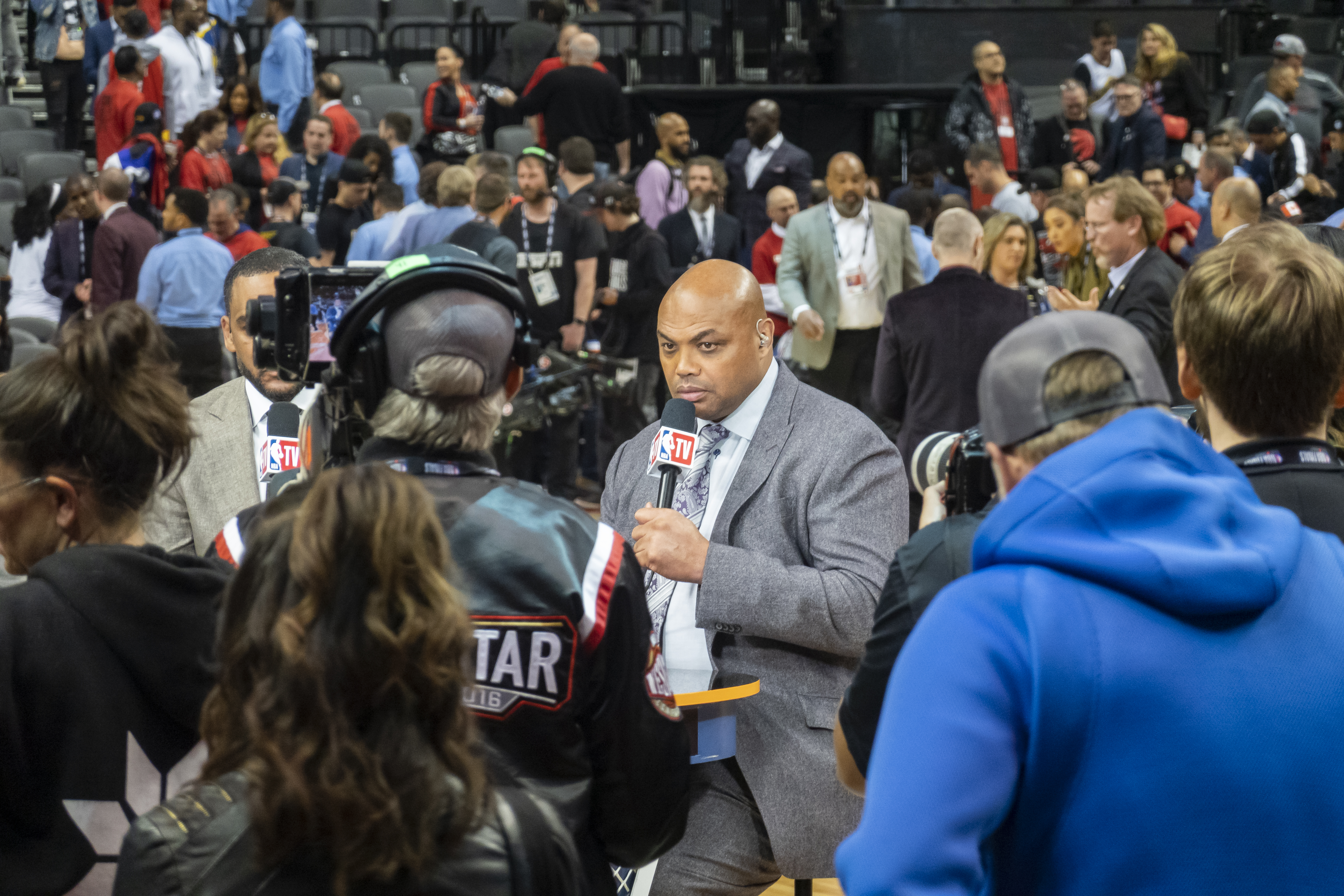
Barkley cobrindo as Finais da NBA de 2019

Desde 2000, Barkley atua como analista de estúdio da Turner Network Television (TNT). Ele aparece na cobertura durante o pré-jogo e o intervalo, além dos eventos especiais da NBA. Ele também ocasionalmente trabalha como analista de jogos no local. Ele faz parte da equipe do Inside the NBA, um programa pós-game no qual Barkley, Ernie Johnson Jr., Kenny Smith e Shaquille O'Neal recapitulam e comentam os jogos da NBA que ocorreram durante o dia e também sobre assuntos gerais da NBA. Barkley ganhou três prêmios Sports Emmy por seu trabalho na TNT.
Desde 2011, Barkley atua como analista da cobertura conjunta do Torneio da NCAA entre a Turner Sports e a CBS.
Ele também atuou como comentarista convidado para a cobertura da NBC dos playoffs da NFL em 7 de janeiro de 2012; Na mesma noite, ele apresentou o Saturday Night Live.
Barkley anunciou em novembro de 2012 que estava pensando em se aposentar da transmissão. "Ai eu fico tipo: 'Cara, você faz isso há 13 anos e se eu chegar ao final do contrato, serão 17 anos.' Dezessete anos é muito tempo. É uma vida inteira. Eu pessoalmente tenho que descobrir o próximo desafio para mim". Depois de repetir que ele planejava se aposentar em 2016, ele assinou outro contrato com a Turner Sports. Mais tarde, ele disse que quer se aposentar quando tiver 60 anos em 2023.
Em julho de 2016, foi anunciado que Barkley ia apresentar um programa de seis episódios chamado The Race Card. O programa foi renomeado para American Race e estreou na TNT em 11 de maio de 2017.

### Jogos de azar
Barkley é conhecido por jogar compulsivamente. Em uma entrevista de 2007 com Trey Wingo, da ESPN, Barkley revelou que havia perdido cerca de US$ 10 milhões por meio do jogo. Além disso, ele também admitiu ter perdido US$ 2,5 milhões "em um período de seis horas" enquanto jogava blackjack. Embora Barkley admita abertamente o seu problema, ele afirma que não é sério, já que ele pode sustentar o hábito. Quando abordado pelo colega da TNT, Ernie Johnson, sobre a questão, Barkley respondeu: "Não é um problema. Se você é um viciado em drogas ou um alcoólatra, esses são problemas. Eu jogo por muito dinheiro. Contanto que eu possa continuar, não acho que seja um problema. Acho que é um mau hábito? Sim, acho que é um mau hábito. Será que vou continuar a fazê-lo? Sim, vou continuar a fazê-lo."
Apesar de sofrer grandes perdas, Barkley também afirma ter vencido em várias ocasiões. Durante uma viagem a Las Vegas, ele alega ter ganho $ 700 000 jogando blackjack e apostando no Indianapolis Colts para ganhar o Super Bowl XLI. Ele continuou afirmando: "Não importa o quanto eu ganhe, não é muito. Só é muito quando eu perco. E você sempre perde. Eu acho que é divertido, eu acho que é emocionante. Eu vou continuar a fazê-lo, mas tenho que chegar a um ponto em que não tente quebrar o cassino, porque você nunca pode."
Em maio de 2008, o cassino Wynn Las Vegas entrou com uma ação civil contra Barkley, alegando que ele não pagou uma dívida de US$ 400 000 em outubro de 2007. Barkley respondeu culpando-se por deixar o tempo passar no pagamento da dívida e prontamente a pagou. Depois de pagar sua dívida, Barkley afirmou antes de um jogo na TNT: "Eu tenho que parar de jogar... Eu não vou mais jogar. Por agora, no próximo ano ou dois, eu não vou jogar... Só porque eu posso perder dinheiro não significa que eu deva fazê-lo."

### Política

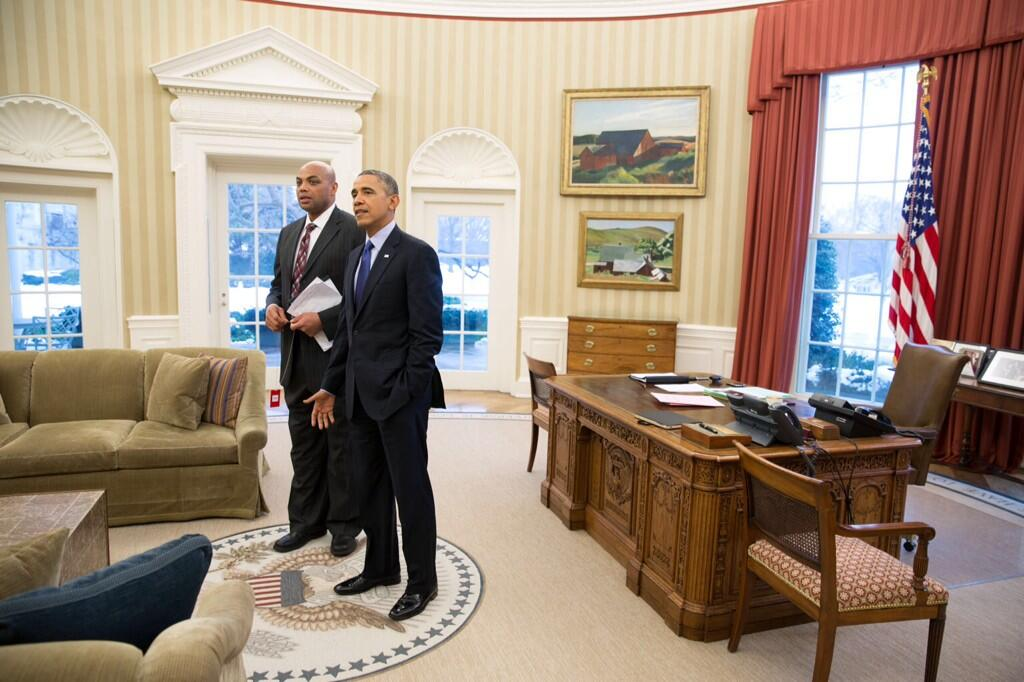
Barkley com o presidente Barack Obama na Casa Branca.

Barkley falou por muitos anos de sua afiliação ao Partido Republicano. Em 1995, ele considerou concorrer como candidato republicano ao governo do Alabama nas eleições de 1998. No entanto, em 2006, ele alterou sua posição política, afirmando que "eu era republicano até que eles perderam a cabeça". Em uma reunião em Destin, Flórida, em julho de 2006, Barkley deu crédito à ideia de se candidatar como governador do Alabama, afirmando:
Estou falando sério. Tenho que fazer as pessoas perceberem que o governo está cheio disso. Republicanos e democratas querem discutir coisas que não são importantes como o casamento gay, guerra no Iraque ou a imigração ilegal... Quando eu concorrer - e se eu concorrer - vamos falar sobre questões reais como melhorar nossas escolas, limpar nossas vizinhanças de drogas e crime e fazer do Alabama um lugar melhor para todas as pessoas.
Em julho de 2007, ele fez um vídeo declarando seu apoio a Barack Obama na eleição presidencial de 2008. Em setembro de 2007, durante uma transmissão no Monday Night Football, Barkley anunciou que comprou uma casa no Alabama para atender aos requisitos de residência para uma campanha ao governo em 2014. Além disso, Barkley declarou-se um independente e não um democrata como relatado anteriormente. "Os republicanos estão cheios disso", disse Barkley, "os democratas estão um pouco menos cheios disso".
Em fevereiro de 2008, Barkley anunciou que estaria concorrendo ao cargo de Governador do Alabama em 2014 como Independente. Em 27 de outubro de 2008, ele anunciou oficialmente sua candidatura em uma entrevista à CNN, afirmando que ele planejava concorrer no ciclo eleitoral de 2014, mas começou a recuar a ideia em uma entrevista em 24 de novembro de 2009. Em 2010, ele confirmou que não iria concorrer em 2014. Em agosto de 2015, Barkley anunciou seu apoio ao republicano John Kasich na eleição presidencial de 2016.
Barkley é um defensor dos direitos dos homossexuais. Em 2006, ele disse à Fox Sports: "Sou um grande defensor do casamento gay. Se eles querem se casar, Deus os abençoe". Falando com Wolf Blitzer na CNN dois anos depois, ele disse: "Toda vez que ouço a palavra 'conservador', fico enjoado, porque são apenas cristãos falsos, como eu os chamo. Isso é tudo o que eles são. Eu acho que eles querem ser juiz e júri, tipo, não é da minha conta se os gays querem se casar. Eu sou pró-escolha e eu acho que esses cristãos, primeiro de tudo, eles não deveriam julgar as outras pessoas, mas eles são os juízes mais hipócritas que temos no país e isso me incomoda. Eles agem como se fossem cristãos."

Em 2014, quando Barkley foi questionado sobre o boato de que o quarterback do Seattle Seahawks, Russell Wilson, estava sendo acusado por não ser "negro o suficiente" no programa de rádio Afternoons com Anthony e Rob Ellis, ele disse:
Infelizmente, como eu digo aos meus amigos brancos, nós, como negros, nunca teremos sucesso, não por causa de vocês brancos, mas por causa de outros negros. Quando você é negro, você tem que lidar com muita porcaria em sua vida de outras pessoas negras. É um segredo sujo e sombrio; Estou feliz que esteja saindo. Uma das razões pelas quais nunca teremos sucesso como um todo é por causa de outras pessoas negras. E por algum motivo nós sofremos lavagem cerebral para pensar que se você não é um bandido ou um idiota, você não é negro o suficiente. Se você for para a escola, tirar boas notas, falar com inteligência e não infringir a lei, você não é uma boa pessoa negra. É melhor derrubar um negro bem-sucedido porque ele é inteligente, fala bem, vai bem na escola e é bem-sucedido... Somos o único grupo étnico que diz: 'Ei, se você for prisão, dá-lhe credibilidade na rua. É apenas típico quando você é negro, cara.
Barkley também é conhecido como crítico do presidente Donald Trump desde a sua nomeação republicana nas Eleição presidencial em 2016. Antes de Trump vencer as primárias republicanas naquele ano, Barkley declarou seu desgosto em relação às palavras e mensagens que Trump estava promovendo durante a corrida presidencial. Em setembro de 2017, quando o presidente Trump convocou o ex-quarterback do San Francisco 49ers, Colin Kaepernick, por se ajoelhar durante o Hino Nacional dos EUA, Barkley expressou sua total decepção com o presidente Trump.
Em uma entrevista com Brandon 'Scoop B' Robinson no podcast do Scoop B Radio, Barkley disse que se ele governasse o mundo por um dia, ele se livraria dos republicanos e democratas porque "ambos são terríveis, eles lutam o tempo todo como criancinhas."
Barkley afirmou que ele não apoia atletas ajoelhados durante o hino nacional como uma forma de protesto.

### Livros
Em 1991, Barkley e o jornalista esportivo Roy S. Johnson colaboraram no trabalho autobiográfico "Outrageous". As escolhas editoriais feitas por Johnson no livro levaram Barkley a ser famoso por ter sido citado erroneamente em sua própria autobiografia.
Em 2000, Barkley escreveu o prefácio do livro do colunista da Sports Illustrated, Rick Reilly, "The Life of Reilly". Nele, Barkley brincou: "De todas as pessoas em esportes que eu gostaria de jogar através de uma janela de vidro, Reilly não é uma delas. É uma pena, porém, garotos brancos e magros parecem aerodinâmicos de verdade."
Em 2002, Barkley lançou o livro ''I May Be Wrong, But I Doubt It'', que incluiu a edição e comentários do amigo íntimo Michael Wilbon. Três anos depois, Barkley lançou Who's Afraid of a Large Black Man?, que é uma coleção de entrevistas com figuras importantes de entretenimento, negócios, esportes e governo. Michael Wilbon também contribuiu para este livro e esteve presente em muitas das entrevistas.

### DUI
Em 31 de dezembro de 2008, Barkley foi parado em Scottsdale, Arizona, para executar inicialmente um sinal de parada. O policial sentiu o cheiro de álcool na respiração de Barkley e pediu um teste de sobriedade, que ele reprovou. Ele foi preso por dirigir embriagado e teve seu veículo apreendido. Barkley recusou-se a submeter um teste de respiração e foi dado um exame de sangue. Ele foi então citado e liberado.
O policial relatou que Barkley foi cooperativo e respeitoso durante todo o incidente, acrescentando que ele foi tratado de forma diferente de qualquer um preso sob acusação de DUI. O relatório policial do incidente afirmou que Barkley disse à polícia que estava com pressa para receber sexo oral de sua passageira quando ele passou por um sinal de parada na quarta-feira. Os resultados dos testes divulgados pela polícia mostraram que Barkley tinha um nível de álcool no sangue em 0,197, quase o dobro do limite legal de 0,08 no Arizona.
Dois meses depois de sua prisão, Barkley se declarou culpado de duas acusações relacionadas ao DUI e uma acusação de passar o sinal vermelho. Ele foi condenado a dez dias de prisão e multado em US$ 2.000. A sentença foi posteriormente reduzida para três dias depois que Barkley entrou em um programa de tratamento contra o álcool.
Como parte das consequências de sua prisão, Barkley deu um hiato de dois meses de seus deveres na TNT. Durante sua ausência, a T-Mobile optou por não veicular anúncios previamente programados que apresentavam Barkley, afirmando: "Considerando os desenvolvimentos recentes, por enquanto, substituímos anúncios de TV com Barkley por anúncios de mercado em geral".

## Vida pessoal
Barkley se casou com Maureen Blumhardt em 1989. O casal tem uma filha juntos, Christiana, nascida no mesmo ano.
Um teste de DNA lido por George Lopez em Lopez Tonight revelou que Charles Barkley é de 14% descendente de nativos americanos, 11% de europeus e 75% de africanos.

## Estatísticas

### Temporada regular
| Ano      | Time         | PJ    | MPJ  | AP   | 3P   | LL   | RT    | AS  | BR  | TO  | PPJ  |
| -------- | ------------ | ----- | ---- | ---- | ---- | ---- | ----- | --- | --- | --- | ---- |
| 1984–85  | Philadelphia | 82    | 28.6 | .545 | .167 | .733 | 8.6   | 1.9 | 1.2 | 1.0 | 14.0 |
| 1985–86  | Philadelphia | 80    | 36.9 | .572 | .227 | .685 | 12.8  | 3.9 | 2.2 | 1.6 | 20.0 |
| 1986–87  | Philadelphia | 68    | 40.3 | .594 | .202 | .761 | 14.6* | 4.9 | 1.8 | 1.5 | 23.0 |
| 1987–88  | Philadelphia | 80    | 39.6 | .587 | .280 | .751 | 11.9  | 3.2 | 1.3 | 1.3 | 28.3 |
| 1988–89  | Philadelphia | 79    | 39.1 | .579 | .216 | .753 | 12.5  | 4.1 | 1.6 | 0.9 | 25.8 |
| 1989–90  | Philadelphia | 79    | 39.1 | .600 | .217 | .749 | 11.5  | 3.9 | 1.9 | 0.6 | 25.2 |
| 1990–91  | Philadelphia | 67    | 37.3 | .570 | .284 | .722 | 10.1  | 4.2 | 1.6 | 0.5 | 27.6 |
| 1991–92  | Philadelphia | 75    | 38.4 | .552 | .234 | .695 | 11.1  | 4.1 | 1.8 | 0.6 | 23.1 |
| 1992–93  | Phoenix      | 76    | 37.6 | .520 | .305 | .765 | 12.2  | 5.1 | 1.6 | 1.0 | 25.6 |
| 1993–94  | Phoenix      | 65    | 35.4 | .495 | .270 | .704 | 11.2  | 4.6 | 1.6 | 0.6 | 21.6 |
| 1994–95  | Phoenix      | 68    | 35.0 | .486 | .338 | .748 | 11.1  | 4.1 | 1.6 | 0.7 | 23.0 |
| 1995–96  | Phoenix      | 71    | 37.1 | .500 | .280 | .777 | 11.6  | 3.7 | 1.6 | 0.8 | 23.2 |
| 1996–97  | Houston      | 53    | 37.9 | .484 | .283 | .694 | 13.5  | 4.7 | 1.3 | 0.5 | 19.2 |
| 1997–98  | Houston      | 68    | 33.0 | .485 | .214 | .746 | 11.7  | 3.2 | 1.0 | 0.4 | 15.2 |
| 1998–99  | Houston      | 42    | 36.3 | .478 | .160 | .719 | 12.3  | 4.6 | 1.0 | 0.3 | 16.1 |
| 1999–00  | Houston      | 20    | 31.0 | .477 | .231 | .645 | 10.5  | 3.2 | 0.7 | 0.2 | 14.5 |
| All-Star | All-Star     | 11    | 23.2 | .495 | .250 | .625 | 6.7   | 1.8 | 1.3 | 0.4 | 12.6 |
| Carreira | Carreira     | 1,073 | 36.7 | .541 | .266 | .735 | 11.7  | 3.9 | 1.5 | 0.8 | 22.1 |

### Playoffs
| Ano      | Time         | PJ  | MPJ  | AP   | 3P   | LL   | RT   | AS  | BR  | TO  | PPJ  |
| -------- | ------------ | --- | ---- | ---- | ---- | ---- | ---- | --- | --- | --- | ---- |
| 1985     | Philadelphia | 13  | 31.4 | .540 | .667 | .733 | 11.1 | 2.0 | 1.8 | 1.2 | 14.9 |
| 1986     | Philadelphia | 12  | 41.4 | .578 | .067 | .695 | 15.8 | 5.6 | 2.3 | 1.3 | 25.0 |
| 1987     | Philadelphia | 5   | 42.0 | .573 | .125 | .800 | 12.6 | 2.4 | 0.8 | 1.6 | 24.6 |
| 1989     | Philadelphia | 3   | 45.0 | .644 | .200 | .710 | 11.7 | 5.3 | 1.7 | 0.7 | 27.0 |
| 1990     | Philadelphia | 10  | 41.9 | .543 | .333 | .602 | 15.5 | 4.3 | 0.8 | 0.7 | 24.7 |
| 1991     | Philadelphia | 8   | 40.8 | .592 | .100 | .653 | 10.5 | 6.0 | 1.9 | 0.4 | 24.9 |
| 1993     | Phoenix      | 24  | 42.8 | .477 | .222 | .771 | 13.6 | 4.3 | 1.6 | 1.0 | 26.6 |
| 1994     | Phoenix      | 10  | 42.5 | .509 | .350 | .764 | 13.0 | 4.8 | 2.5 | 0.9 | 27.6 |
| 1995     | Phoenix      | 10  | 39.0 | .500 | .257 | .733 | 13.4 | 3.2 | 1.3 | 1.1 | 25.7 |
| 1996     | Phoenix      | 4   | 41.0 | .443 | .250 | .787 | 13.5 | 3.8 | 1.0 | 1.0 | 25.5 |
| 1997     | Houston      | 16  | 37.8 | .434 | .289 | .769 | 12.0 | 3.4 | 1.2 | 0.4 | 17.9 |
| 1998     | Houston      | 4   | 21.8 | .522 | .000 | .571 | 5.3  | 1.0 | 1.3 | 0.0 | 9.0  |
| 1999     | Houston      | 4   | 39.3 | .529 | .286 | .667 | 13.8 | 3.8 | 1.5 | 0.5 | 23.5 |
| Carreira | Carreira     | 123 | 39.4 | .513 | .255 | .717 | 12.9 | 3.9 | 1.6 | 0.9 | 23.0 |

Fonte:

## Prêmios e homenagens
- MVP da NBA (1993)
- 11× NBA All-Star (1987–1997)
- MVP do All-Star Game (1991)
- 5× Primeira-Equipe All-NBA (1988–1991, 1993)
- 5× Segunda-Equipe All-NBA (1986, 1987, 1992, 1994, 1995)
- Terceira-Equipe All-NBA (1996)
- Equipe de Novatos da NBA (1985)
- Líder em rebotes da NBA (1987)
- ESPY de Melhor Jogador da NBA (1993)
- Quadro de honra do Phoenix Suns
- 50 grandes jogadores da história da NBA
- No. 34 aposentado por Auburn
- No. 34 aposentado por Phoenix Suns
- No. 34 aposentado por Philadelphia 76ers